# 相原郷
相原郷（あいばらごう）は、愛知県名古屋市緑区の町名。現行行政地名は相原郷一丁目及び相原郷二丁目。住居表示未実施。

## 地理
名古屋市緑区の中央部に位置し、東に小坂と鳥澄、西に潮見が丘と六田、南に若田、北に大形山と滝ノ水と接する。
現在は新興住宅地となっており、北部に愛知県道36号諸輪名古屋線が開通したことで商店も立ち並んでいる。

## 歴史

### 町名の由来
鳴海町の小字名「相原郷」による。古くは「粟飯原」「藍原」と書かれていた。『尾張徇行記』によれば古鳴海と二村山（現在の豊明市）の中間に位置するという意味の「鳴海アイノ原」に由来するというが、この地域一帯は鳴海絞りの本場であることからは藍染めに由来する地名であるとの説もある。「郷」とは単に村という意味でつけたものだと考えられている。

### 中世までの沿革
かつて当地には貝塚が存在したといい、古代から大規模な集落が形成されていた可能性が指摘されている。
「粟飯原」「藍原」との地名は、南北朝時代から室町時代頃には既に確認できる。当地には鎌倉街道が通っていたため古くから町が栄えていた。『足利尊氏下文写』には、1337年（建武4年）8月5日付で足利尊氏が敵を討った本多右馬助定という人物に「粟飯原郷」を与えたとの記録が残されている。室町時代前期に書かれた『満済准后日記』には、鳴海庄の一つとして「あいはら」と記載がある。

### 相原村
1608年（慶長13年）、慶長検地に際して当地周辺には相原村が成立した。相原村は元は鳴海村の領域であったといい、鳴海村から分立したのだという。そのため周囲を鳴海村に囲まれていた。相原村の領域は現在の相原郷とその周辺地域を指し、徳重や鳴海町字宿地・早稲屋・片坂の辺りまでを含んだという。『寛文村々覚書』よると、相原村は家数30、人口213、牛馬23。『尾張徇行記』によれば、相原村の概高632石のうち約576石が藩士8人の給地で、当時の給人として中条多膳、尾崎伝兵衛、兼松銀之丞、室賀多宮、長坂藤右衛門、上田半右衛門、酒井林左衛門、森平八が挙げられている。田畑42町2反のうち32町6反が田を占めていた。江戸時代は専ら農業のみが行われており、人口が多かったため労働力は十分であったという。
1876年（明治9年）に相原村は鳴海村、平手新田と合併し鳴海村となった。もともと「相原郷」とは相原村のことを指したというが、合併以降は相原郷の中心地を指す小字名となった。なお鳴海町の小字に「相原町（あいばらまち）」があるが、これは1584年（天正14年）に当時相原村の領域であった字宿地の人々が移住してきたためこの名がついたのだという。

### 行政区画の変遷
- 1990年（平成2年）12月2日 - 鳴海町の一部より相原郷二丁目が成立[1][6]。
- 1993年（平成5年）8月7日 - 緑区鳴海町（字相原郷・後山・大形山・滝ノ水）の各一部により、同区相原郷一丁目が成立[7]。

## 世帯数と人口
2019年（平成31年）3月1日現在の世帯数と人口は以下の通りである。
| 丁目         | 世帯数  | 人口    |
| ------------ | ------- | ------- |
| 相原郷一丁目 | 472世帯 | 1,187人 |
| 相原郷二丁目 | 309世帯 | 735人   |
| 計           | 781世帯 | 1,922人 |

### 人口の変遷
国勢調査による人口の推移
| 1995年（平成7年）  | 1,503人 | [ WEB 7 ]  |  |
| 2000年（平成12年） | 1,600人 | [ WEB 8 ]  |  |
| 2005年（平成17年） | 1,606人 | [ WEB 9 ]  |  |
| 2010年（平成22年） | 1,737人 | [ WEB 10 ] |  |
| 2015年（平成27年） | 1,850人 | [ WEB 11 ] |  |

## 学区
市立小・中学校に通う場合、学校等は以下の通りとなる。また、公立高等学校に通う場合の学区は以下の通りとなる。
| 丁目         | 番・番地等 | 小学校               | 中学校               | 高等学校 |
| ------------ | ---------- | -------------------- | -------------------- | -------- |
| 相原郷一丁目 | 全域       | 名古屋市立相原小学校 | 名古屋市立鳴海中学校 | 尾張学区 |
| 相原郷二丁目 | 全域       | 名古屋市立相原小学校 | 名古屋市立鳴海中学校 | 尾張学区 |

## 交通
- 愛知県道36号諸輪名古屋線

## 施設

### 相原郷一丁目

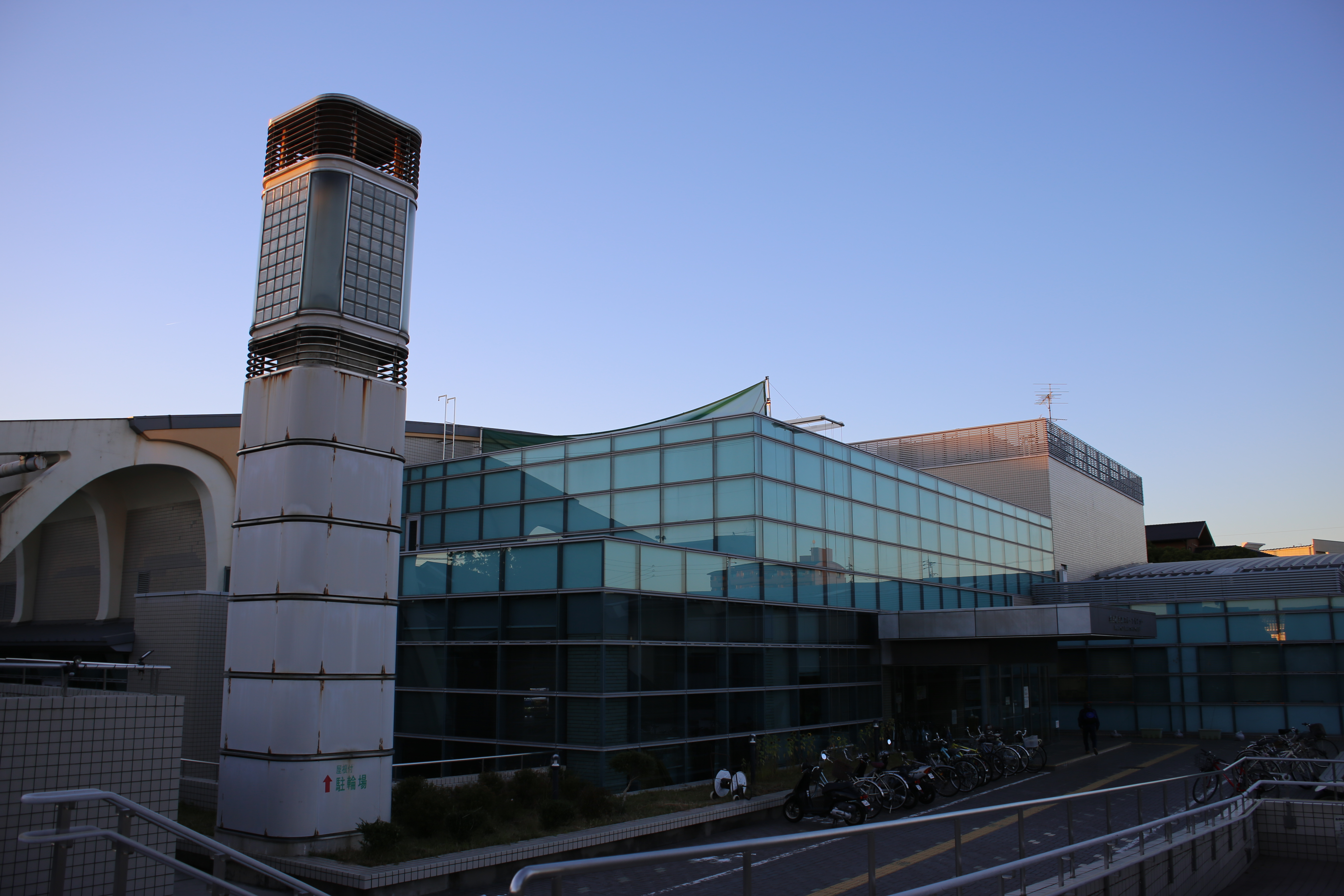
名古屋市緑保健センター
- 名古屋市緑スポーツセンター
- 名古屋滝ノ水郵便局
- 熊野社
- 諏訪社
- 浄蓮寺
- 大形山緑地

平成10年4月1日供用開始。
- 滝の水南公園

1991年（平成3年）4月1日供用開始。
- 名古屋市緑スポーツセンター

### 相原郷二丁目
- 名古屋市緑児童館
- 石神堂公園

1986年（昭和61年）11月1日供用開始。
- 相原郷公園

1996年（平成8年）4月1日供用開始。
- 光が丘保育園

## その他

### 日本郵便
- 郵便番号 : 458-0033[WEB 3]（集配局：緑郵便局[WEB 15]）。

### WEB
1. ↑  “愛知県名古屋市緑区の町丁・字一覧”.   人口統計ラボ. 2019年3月31日閲覧。
2. 1 2  “町・丁目(大字)別、年齢(10歳階級)別公簿人口(全市・区別)”.   名古屋市 (2019年3月20日). 2019年3月21日閲覧。
3. 1 2  “郵便番号”.  日本郵便. 2019年3月17日閲覧。
4. ↑  “市外局番の一覧”.   総務省. 2019年1月6日閲覧。
5. ↑  “緑区の町名一覧”.   名古屋市 (2015年10月21日). 2019年3月31日閲覧。
6. ↑  “第３章　特徴的な町並みと歴史”.   名古屋市. 2021年7月5日閲覧。
7. ↑  総務省統計局 (2014年3月28日). “平成7年国勢調査の調査結果(e-Stat) - 男女別人口及び世帯数 －町丁・字等”. 2019年3月23日閲覧。
8. ↑  総務省統計局 (2014年5月30日). “平成12年国勢調査の調査結果(e-Stat) - 男女別人口及び世帯数 －町丁・字等”. 2019年3月23日閲覧。
9. ↑  総務省統計局 (2014年6月27日). “平成17年国勢調査の調査結果(e-Stat) - 男女別人口及び世帯数 －町丁・字等”. 2019年3月23日閲覧。
10. ↑  総務省統計局 (2012年1月20日). “平成22年国勢調査の調査結果(e-Stat) - 男女別人口及び世帯数 －町丁・字等”. 2019年3月23日閲覧。
11. ↑  総務省統計局 (2017年1月27日). “平成27年国勢調査の調査結果(e-Stat) - 男女別人口及び世帯数 －町丁・字等”. 2019年3月23日閲覧。
12. ↑  “市立小・中学校の通学区域一覧”.   名古屋市 (2018年11月10日). 2019年1月14日閲覧。
13. ↑  “平成29年度以降の愛知県公立高等学校（全日制課程）入学者選抜における通学区域並びに群及びグループ分け案について”.   愛知県教育委員会 (2015年2月16日). 2019年1月14日閲覧。
14. 1 2 3 4  “都市公園の名称、位置及び区域並びに供用開始の期日” (2019年5月1日). 2019年11月3日閲覧。
15. ↑  “郵便番号簿 平成29年度版” (PDF).   日本郵便. 2019年3月31日閲覧。

### 書籍
1. 1 2 3 4  名古屋市計画局 1992, p. 631.
2. 1 2 3 4  平凡社 1981, p. 237.
3. 1 2 3 4 5 6 7  「角川日本地名大辞典」編纂委員会 1989, p. 68.
4. 1 2 3 4 5 6 7 8  榊原邦彦 1984, pp. 218–221.
5. ↑  榊原邦彦 2000, p. 125.
6. ↑  名古屋市計画局 1992, p. 864.
7. ↑  名古屋市告示第196号 平成5年7月7日